# Sztorm (album)
Sztorm – płyta mająca swoją premierę 27 lutego 2009 r. na XX Festiwalu Piosenki Żeglarskiej i Muzyki Folk "Szanty we Wrocławiu" podczas benefisu zespołu Orkiestra Samanta z okazji 10 lat jej istnienia.
Płyta "Sztorm" to 15 zupełnie nowych utworów składa się na 70 minut dojrzałej i przemyślanej muzyki, bardzo przestrzennej, wykraczającej dalece poza ramy szeroko pojętego folku morskiego. To zupełnie nowe i bardzo świeże oblicze muzyczne zespołu Orkiestra Samanta. 

## Lista utworów
1. W morzu zaklęty – muz. Dariusz Sojka
2. Cutty Sark – sł. i muz. Paweł "Alex" Aleksanderek
3. Wikingowie – sł. i muz. Paweł "Alex" Aleksanderek
4. Jak niebo Irlandii – sł. Paweł "Alex" Aleksanderek, Didier Dubreuil, muz. Zito Barrett
5. Sztorm – sł. Paweł "Alex" Aleksanderek, muz. Paweł "Alex" Aleksanderek / mel. trad.
6. Wybieraj linę – sł. i muz. Paweł "Alex" Aleksanderek
7. Foggy dew – sł. Paweł "Alex" Aleksanderek, muz. mel trad.
8. Tawerna na skale – sł. Dariusz Raczycki, muz. Rafał Zieliński
9. Wyjdź za Mary – sł. Paweł "Alex" Aleksanderek, muz. mel. trad.
10. Holm Land – sł. i muz. Paweł "Alex" Aleksanderek
11. Port Royal – sł. i muz. Paweł "Alex" Aleksanderek
12. Życie morzem pisane – sł. i muz. Paweł "Alex" Aleksanderek
13. Finn McCool – sł. Sebastian Soroka, muz. Paweł "Alex" Aleksanderek / mel. trad.
14. Za zdrowie kapitanów – sł. i muz. Paweł "Alex" Aleksanderek
15. Zwycięstwo – sł. Paweł "Alex" Aleksanderek, muz. mel. trad.

## Realizacja
- Realizacja nagrań: Studio ECHO w Św. Katarzynie wrzesień-grudzień 2008
- Realizacja dźwięku i miks: Paweł Zając
- Mastering: Marcin Bors
- Producent muzyczny: Paweł Aleksanderek (Alex)
- Zdjęcia: Łukasz Giza
- Opracowanie graficzne: Monika Giza
- Wydawca: Stowarzyszenie Edukacji i Kultury „Soleil”

## Skład zespołu
- Paweł Aleksanderek "Alex": śpiew, gitara
- Radosław Jędraś: perkusja
- Alina Korobczak-Sosna: skrzypce
- Krzysztof "Łobuz" Labaz: gitara basowa, kontrabas
- Rafał "Zielak" Zieliński: charango, gitara

Gościnnie w nagraniach wzięli udział:

Renata Aleksanderek – wiolonczela; Mateusz Chmielewski – gitara akustyczna i elektryczna; Sławek Cygan – chórki; Paweł Konieczny – chórki; Witek Kulczycki – tin whistle, Michał Smoliński – low whistle, chórki.